# (21537) Fréchet
(21537) Fréchet est un astéroïde de la ceinture principale.

## Description
(21537) Fréchet est un astéroïde de la ceinture principale. Il fut découvert le 15 août 1998 à Prescott (Arizona) par Paul G. Comba. Il présente une orbite caractérisée par un demi-grand axe de 3,07 UA, une excentricité de 0,14 et une inclinaison de 1,2° par rapport à l'écliptique.

## Étymologie
Cet astéroïde est nommé en l'honneur de Maurice Fréchet.

## Compléments